# Raymond Asso
Raymond Asso (Nizza, 1901. június 2. – Párizs, 1968. október 24.) francia költő. 1937-ben ő léptette fel először Édith Piafot, egy hangversenyteremben, az ABC színpadán, és később számos sanzont írt számára.

## Korai évek
Franciaországban, Nizzában született. 15 évesen Marokkóba költözött. Amint megérkezett, számos szakmában próbálta megtalálni a helyét, többek között, pásztor, gyári munkás, sofőr, és nightclub igazgatóként. 1916 és 1919 között szpáhinak állt, majd Törökországban, később Szíriában helyezték el őt. Számos kudarc után, végül a költői pályát választotta, és verseket írt. 

## Karrier

### Sanzon
A sanzonnal kezdett el foglalkozni, de nem járt túl nagy sikerrel, egészen addig, amíg, meg nem ismerte Édith Piaf-ot 1937-ben. A francia énekesnő szeretőjévé, és múzsájává vált. Asso költeményeit elsősorban az új partnerének írta, aki egyben a versek ihletője volt. Asso több volt mint partner Piaf számára, a mentora volt, megtanította őt öltözködni és szépen írni. Ez elterelte Edith figyelmét, a felfedezője, Louis Leplée meggyilkolásáról. Asso dalai ebből a korszakból származnak, melyeknek zenéjét Marguerite Monnot szerezte, aki később Piaf rendszeres zeneszerzőjévé vált. Ebben az időszakban Asso, Marie Dubas-nak is írt dalokat, többek között a "Le Fanion de la Légion" ("A légió zászlaja") és a "Mon légionnaire" ("Az én légiósom") című költeményt.

### Állása-Piaf
1939. augusztusában, Asso-t a francia hadsereg besorozta a II. világháború miatt, így az együttműködés Piaffal véget ért. Asso-t Paul Maurice váltotta fel. Miután visszatért folytatta a szövegírást, más énekesek számára, beleértve Lucienne Delyle, Marcel Mouloudji és Renée Lebas-t. Az 50-es évek, termékeny időszak volt a költő számára, és egyben kasszasiker is, melyet az "Y’a tant d’amour", és az Un petit coquelicotˇcímű költeményének köszönhetett. Asso ebben az időszakban sok francia sztárnak írt szövegeket:
- Yves Montand ("Ninon, ma ninette")
- Catherine Sauvage ("Berceuse pour demain", "Mon cœur battait", "Mon ami m’a donné", "Mais les vrais amoureux")
- Jean Bretonnière ("C’est tant pis, c’est tant mieux")
- Odette Laure ("Je suis nerveuse")
- Tino Rossi ("Mon printemps", "O ma mie o ma Mireille")
- André Dassary ("Des pays merveilleux")

A sanzon mellett Asso gyermek dalokat is írt melyek albumon is megjelentek, mint a La légende du Père-Noël (A télapó legendája) Utolsó éveiben abba hagyta az írást. 1962 és 1968 között ügyintéző volt a Société des auteurs, compositeurs et éditeurs de musique (Írók, zeneszerzők, és zeneműkiadók szövetsége) (SACEM)-nél. 1968-ban hunyt el.

## Bibliográfia és diszkográfia
- Évangiles, Asso, Raymond - Jean Boullet alkotása, Párizs, Éditions du Trois-Mâts (1947)
- Le Sixième évangile, Asso, Raymond, C. R. Denoel, Párizs (1950)
- Récréation, Asso, Raymond, Paris, Nouvelles éditions Méridian (1952)
- Silhouettes (1952)
- Chansons d'hier et d'aujourd'hui (A Tegnap és a Holnap Dalai) (1953)
- Le joli Noël du petit ressort de montre (1959)
- La légende du Père-Noël - conte : Livre-disque, Írta: Asso; Mesélte: Asso, Pierre Larquey; Zene: Claude Valéry, France Adès; Megjelent Le Petit ménestrel által (1965)

## Dalszövegei
- "Mon amant de la Coloniale" (1936)
- "Mon légionnaire" (1937)
- "Un jeune homme chantait" (1937)
- "J'entends la sirène" (1937)
- "Le Chacal" (1937)
- "Le contrebandier" (1937)
- "Le mauvais matelot" (1937)
- "Partance" (1937)
- "Tout fout l'camp (1937)
- "Le Fanion de la Légion" (1938)
- "Paris-Méditerranée" (1938)
- "C’est lui que mon cœur a choisi (avec Paul Colline)" (1938)
- "Le grand voyage du pauvre nègre" (1938)
- "Les marins ça fait des voyages" (1938)
- "Madeleine qu'avait du coeur" (1938)
- "Elle fréquentait la rue Pigalle" (1939)
- "Je n’en connais pas la fin" (1939)
- "Le petit monsieur triste" (1939)
- "Les deux copains"
- "Browning"
- "On danse sur ma chanson" (1940)
- "C’est l’histoire de Jésus"
- "La java du bonheur du monde"
- "Y’a tant d’amour" (1950)
- "Comme un petit coquelicot" (1952)
- "Ninon, ma ninette" (1954)
- "C’est tant pis, c’est tant mieux" (1954)
- "Berceuse pour demain" (1955)
- "Je suis nerveuse" (1955)
- "Mon cœur battait" (1956)
- "Mon printemps" (1956)
- "Mon ami m’a donné"
- "Mais les vrais amoureux"
- "O ma mie o ma Mireille"
- "Des pays merveilleux"
- "Un petit bouquet de violettes"
- "La chanson du Marsupilami" (1960)
- "Si les tambours" (1963)

## Egyéb könyvek
- Crosland, Margaret, Piaf. ISBN 0-340-41370-0
- Chansons Sans Musique; Paris, Salabert, 1946
- Auteurs et Compositeurs Biography

## Fordítás
- Ez a szócikk részben vagy egészben  a   Raymond_Asso című angol Wikipédia-szócikk fordításán alapul.  Az eredeti cikk szerkesztőit annak laptörténete sorolja fel. Ez a jelzés csupán a megfogalmazás eredetét és a szerzői jogokat jelzi, nem szolgál a cikkben szereplő információk forrásmegjelöléseként.